# Giro de Lombardía 1994
El Giro de Lombardía 1994, la 88.ª edición de esta clásica ciclista, se disputó el 8 de octubre de 1994, con un recorrido de 244 km con principio y final en Monza. El ruso Vladislav Bobrik consiguió imponerse en la línea de llegada. EL italiano Claudio Chiappucci y el suizo Pascal Richard acabaron segundo y tercero respectivamente.

## Clasificación final
| Posición | Ciclista           | Equipo                 | Tiempo     |
| -------- | ------------------ | ---------------------- | ---------- |
| 1        | Vladislav Bobrik   | Gewiss-Ballan          | 6h 03' 21" |
| 2        | Claudio Chiappucci | Carrera-Tassoni        | + 02"      |
| 3        | Pascal Richard     | GB-MG Boys Maglificio  | + 03"      |
| 4        | Dmitri Konyshev    | Jolly Componibili-Cage | + 25"      |
| 5        | Maurizio Fondriest | Lampre-Panaria         | m. t.      |
| 6        | Davide Cassani     | GB-MG Boys Maglificio  | m. t.      |
| 7        | Bjarne Riis        | Gewiss-Ballan          | + 30"      |
| 8        | Udo Bölts          | Telekom-Merckx         | m. t.      |
| 9        | Mauro Gianetti     | Mapei-Clas             | m. t.      |
| 10       | Maarten den Bakker | TVM-Bison Kit          | + 36"      |